# Esther Canadas
Esther Cañadas (ur. 1 marca 1977, Alicante) – hiszpańska modelka i aktorka.

## Kariera
Esther w 1992 roku podpisała kontrakt z hiszpańskim oddziałem agencji Take 2 w Barcelonie po zwycięstwie w lokalnym konkursie modelek. Jeszcze w tym samych roku została wysłana do RPA, gdzie podpisała swój pierwszy poważny kontrakt. Jednak szybko wróciła do Hiszpanii i już na początku 1993 roku podpisała kontrakt z barcelońską agencją modelek SS&M Model Management. Od tego czasu zaczęła uczestniczyć w kampaniach reklamowych i pokazach mody.  W 1996 roku podpisała pierwsze poważne kontrakty międzynarodowe z agencjami w Paryżu, Mediolanie i Nowym Jorku. Pojawiła się na okładkach międzynarodowych wydań najlepszych magazynów mody. Pięciokrotnie ozdobiła okładkę hiszpańskiej edycji magazynu Elle, trzykrotnie hiszpańskiej edycji Vogue oraz włoskiej edycji Marie Claire. Wielokrotnie prezentowała na wybiegu kolekcje następujących domów mody i projektantów: Alessandro Dell'Acqua, Angel Schlesser, Ann Demeulemeester, Alberta Ferretti, Anna Molinari, Atsuro Tayama, Bill Blass, Badgley Mischka, Blumarine, Byblos, Calvin Klein, Cerruti, Comme des Garçons, Collette Dinnigan, Carolina Herrera, Christian Lacroix, Cynthia Rowley, Cerruti 1881, Chanel, Chloé, Dolce & Gabbana, DKNY, Donna Karan, Dries van Noten, Daryl K, DKNY, Ellen Tracy, Erreuno, Giorgio Armani, Gianfranco Ferré, Givenchy, Gucci, Hervé Leger, Iceberg, Jesús del Pozo, John Bartlett, Jill Stuart, Jean Paul Gaultier, Lawrence Steele, Michael Kors, MaxMara, Moschino, Óscar de la Renta, Ralph Lauren, Roberto Torretta, Roberto Verino, Stephen Sprouse, Todd Oldham, Valentino, Victorio & Lucchino. Pod koniec lat 90. podpisała następne międzynarodowe kontrakty z agencjami w Hamburgu, Kopenhadze i Wiedniu, co zaowocowało sesjami zdjęciowymi do tamtejszych wydań magazynów Elle, Vogue oraz Marie Claire. 
W 2009 roku zakończyła międzynarodową karierę w modelingu, lecz nie zrezygnowała z rodzimych, hiszpańskich wybiegów, gdzie pracuje przede wszystkich dla Alexa Vidal oraz Custo Barcelona.